# Seau de Vieille-Toulouse
Le seau de Vieille-Toulouse est un artéfact archéologique découvert dans le sud de la France, à Vieille-Toulouse près de Toulouse (Haute-Garonne) et conservé au musée Saint-Raymond de Toulouse sous le numéro d'inventaire D 78 3 2.  

## Contexte archéologique
Le seau a été découvert en 1972 au cours des fouilles de sauvetage du site archéologique de Vieille-Toulouse, site de La Planho au lieu-dit Baulaguet, en Haute-Garonne. Cet emporium a été aménagé sur les falaises mollassiques qui dominent la Garonne au sud de Toulouse. Il a livré de nombreux vestiges archéologiques. 
Il provient d'un puits funéraire ou dépôt d'offrandes, le puits 26, caractérisé par sa très grande profondeur (17,10 m), par son coffrage en madriers de chêne sur plus de 10 m de haut, par le nombre important de vases déposés en offrande mais aussi par la disparité des neuf couches stratigraphiques constituant son remblayage. En effet, les vases se trouvaient dans les couches les plus profondes du puits et étaient séparées des couches libatoires par un plancher horizontal en bois de chêne à 12 m de profondeur.   
Déposé à la verticale, il était retourné contre le coffrage du puits, à 15,4 m de profondeur, à proximité de deux situles.

## Description

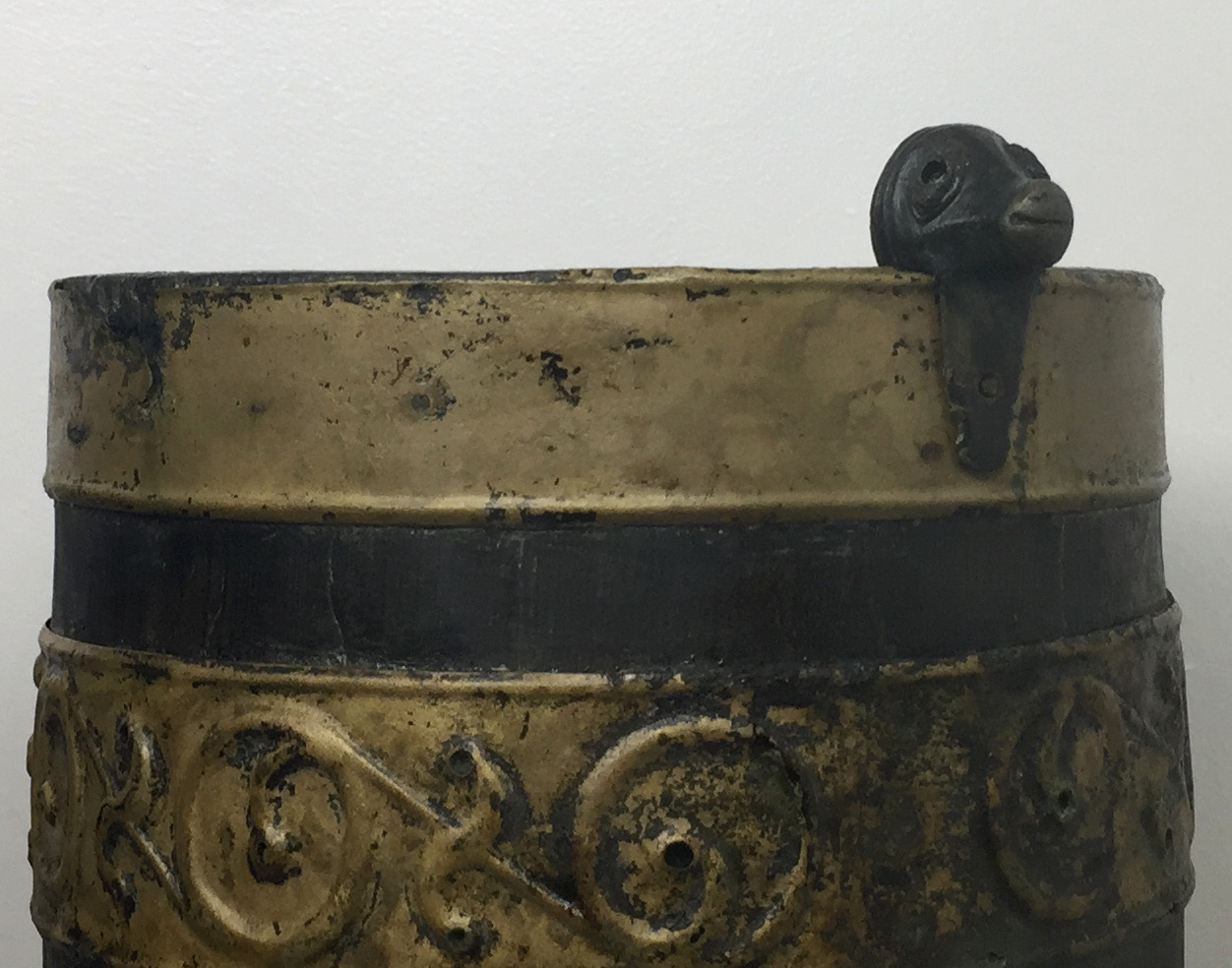

Le seau est en bois d'if (Taxus baccata). Il mesure 24 cm de hauteur, son diamètre est de 16,8 cm au niveau du fond et de 16 cm à l'ouverture. L'épaisseur des parois oscille entre 0,9 et 1,1 cm. Il repose sur 3 pieds ronds de 2,8 cm, ces pieds font partie intégrante du fond.
Il est droit, il est composé de 8 bandes (douelles) d'if, d'inégales largeurs, maintenues entre elles par 5 feuillards en tôle de bronze. Les feuillards ont été rentrés de force ; seul celui du fond, déchiré, a été rattaché par une restauration antique qui a dû être reprise.   
Ces derniers décorent le seau d'une frise, ils sont alternativement lisses ou décorés (3 lisses et 2 décorés). Les feuillards décorés arborent un motif végétal (entrelac) typique de l'art celte. Ils arborent une frise de 2 rinceaux à enroulements spiralés séparés entre eux, ils sont reliés par une spirale commune et ponctuée au centre de chaque tige par un petit S vertical. Un relief arrondi marque les extrémités de chaque élément. Ce même type de relief sépare les séquences décoratives sur chaque feuillard, comme pour imiter les fixations en bronze. Ces reliefs sont au nombre de 3 sur chaque feuillard.     
Le décor est travaillé à la technique du repoussé.    
Une seule anse est conservée sur le seau. Elle est maintenue par deux attaches en bronze qui l'accrochent à la paroi. Elle représente une tête d'animal (sanglier?) stylisée en bronze. À l'origine, elles étaient au nombre de deux, de part et d'autre du seau.

## Datation
Le site archéologique de La Planho a livré de nombreux vestiges qui couvrent toute la durée de la Tène III ; il semble toutefois que l'occupation ait été plus intense au cours de la seconde moitié du Ier siècle av. J.-C..  
Le seau, quant à lui, est daté du deuxième quart du Ier siècle av. J.-C..  

## Comparaisons
On ne connaît qu'une dizaine d'exemplaires à peu près bien conservés de ce type d'objet, tous en bois d'if. Ils ont été découverts en contexte funéraire ou rituel, sur des sites archéologiques en Allemagne, en Angleterre, en France et au Luxembourg. 

## Fonction(s)
Bien que nombre de ces seaux aient été découverts en contexte funéraire ou rituel, il semble que leurs fonctions aient pu être diverses. En effet, quelques-uns ont pu être employés comme urnes cinéraires tandis que d'autres ont été déposés dans les puits en offrande. Cependant, il est également possible qu'ils aient servi dans le cadre de la vie quotidienne, au cours de la toilette ou des repas. 
L'hypothèse la plus répandue est celle qui suppose que les seaux étaient utilisés dans la consommation de vin, pour effectuer le mélange de l'eau et du vin chez les Gaulois comme en Grèce ou à Rome pendant l'Antiquité.

## Expositions
- Au temps des Gaulois, l'Aquitaine avant César, Musée San Telmo, Saint-Sébastien (Espagne), 2014
- Au temps des Gaulois, l'Aquitaine avant César, Musée d'Aquitaine, Bordeaux, 2012 - 2013
- Gaulois des pays de Garonne, Musée Saint-Raymond, Musée des Antiques de Toulouse, 22 mai 2004 - 9 janvier 2005, musée des Beaux-Arts d'Agen, église du couvent des Jacobins, 31 mars - 26 septembre 2005
- L'âme du vin, musée d'Aquitaine, Bordeaux, 20 juin - 20 octobre 2009